# Ален Петернац
Ален Петернац (хорв. Alen Peternac, нар. 16 січня 1972, Загреб) — хорватський футболіст, нападник.
Насамперед відомий виступами за клуби «Кроацію», «Реал Вальядолід», а також національну збірну Хорватії.
Чемпіон Хорватії. Володар Кубка Іспанії з футболу.

## Клубна кар'єра
У дорослому футболі дебютував 1989 року виступами за команду клубу «Кроація», в якій провів чотири сезони, взявши участь у 25 матчах чемпіонату. 
Згодом з 1993 по 1995 рік грав у складі команд клубів «Сегеста» та «Кроація».
Своєю грою за останню команду привернув увагу представників тренерського штабу клубу «Реал Вальядолід», до складу якого приєднався 1995 року. Відіграв за вальядолідський клуб наступні п'ять сезонів своєї ігрової кар'єри. Більшість часу, проведеного у складі «Вальядоліда», був основним гравцем атакувальної ланки команди. У складі «Вальядоліда» був одним з головних бомбардирів команди, маючи середню результативність на рівні 0,35 голу за гру першості.
У 2000 році уклав контракт з клубом «Реал Сарагоса», у складі якого провів наступні один рік своєї кар'єри гравця. За цей час виборов титул володаря Кубка Іспанії з футболу.
Протягом 2001—2002 років захищав на умовах оренди кольори команди клубу «Реал Мурсія».
У 2002 році повернувся до клубу «Реал Сарагоса», за який відіграв ще один сезон та завершив професійну кар'єру футболіста у 2003 році.

## Виступи за збірну
У 1999 року дебютував в офіційних матчах у складі національної збірної Хорватії. Протягом кар'єри у національній команді провів лише 2 матчі.

## Титули і досягнення
- Чемпіон Хорватії (1):

«Кроація»:  1992–93
- Володар Кубка Іспанії з футболу (1):

«Реал Сарагоса»:  2000–01